# Eremisca orientalis
Eremisca orientalis är en tvåvingeart som beskrevs av Pavel Lehr 1972. Eremisca orientalis ingår i släktet Eremisca och familjen rovflugor.
Artens utbredningsområde är Mongoliet. Inga underarter finns listade i Catalogue of Life.